# عقوبات اقتصادية

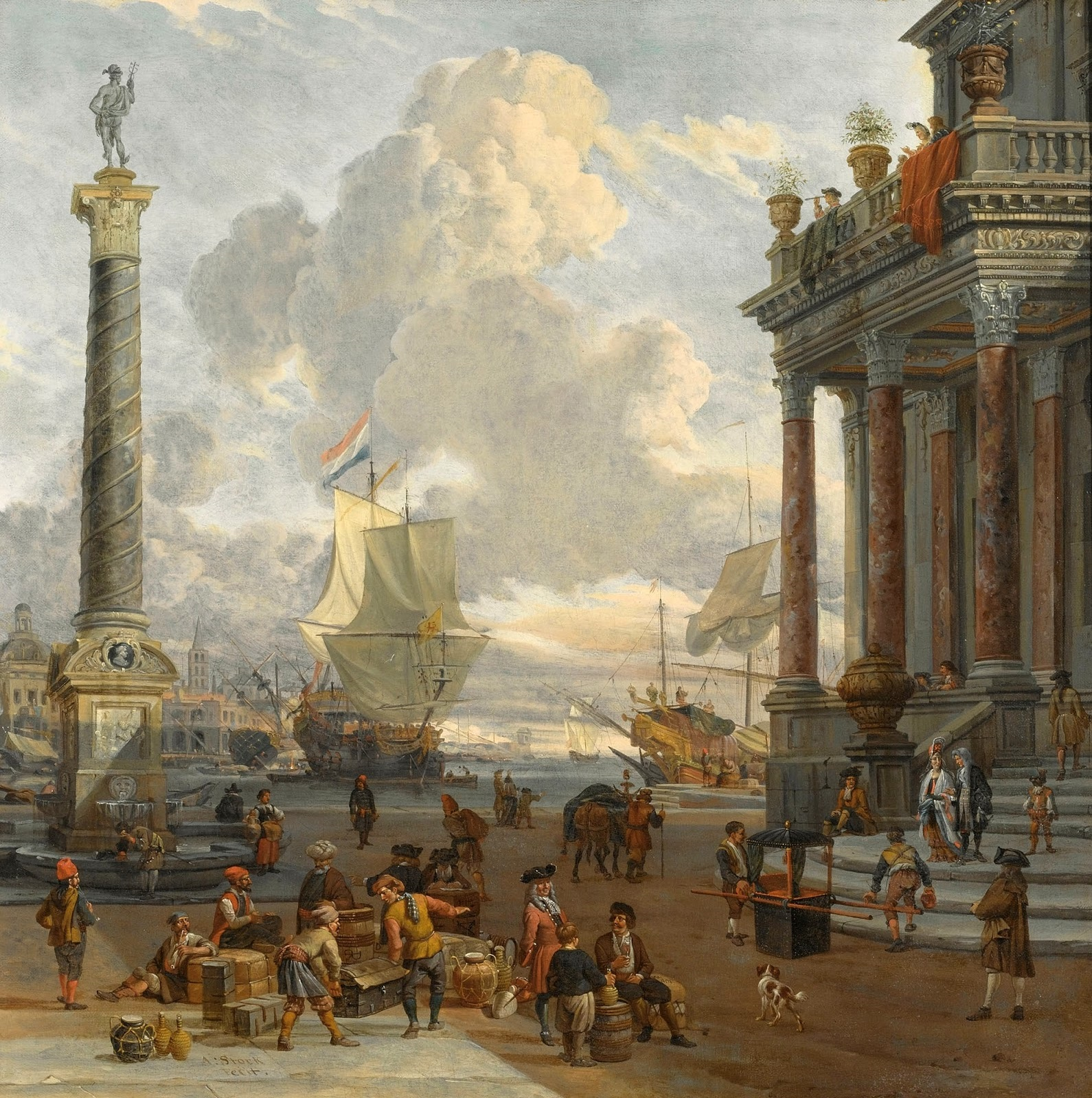

عقوبات اقتصادية هي جملة التدابير والإجراءات الاقتصادية والمالية التي تفرضها دولة أو دول أو منظمات أو هيئات دولية أو إقليمية على دولة أو تنظيم أو شركة أو غيره على خلفية القيام بأعمال عدوانية أو تهديد للسلم الدولي، أو لحمل ذلك الطرف على تقديم تنازلات ذات طبيعة سياسية أو اقتصادية أو عسكرية. قد تشمل العقوبات الاقتصادية أشكالًا مختلفة من الحواجز التجارية والتعريفات الجمركية والقيود المفروضة على المعاملات المالية. تهدف العقوبات الاقتصادية عموماً على إرغام حكام الدول المستهدفة بتلك العقوبات على تعديل سياستهم. فالوسائل المستعمَلة وسائل اقتصادية، لكن الرهان والمرمى سياسيان. إن الدولة أو الدول التي تقرر إنزال عقوبات اقتصادية تسعى إلى الضغط على السلطة السياسية للبلد المستهدف.
تكون العقوبات الاقتصادية على طريقتين أما حظر أو مقاطعة؛ ويكون الحظر على هيئة تعليق تصدير منتج تجاري بعينه إلى هذا البلد، أو عندما يُتخذ قرارٌ بفرض حظر تجاري، جزئيٍّ أو تام، يكون الهدف «إحراج» البلد المستهدَف. اما المقاطعة تتم عبر رفض استيراد منتَج بعينه مصدره البلد المستهدف. كما يمكن النظر كذلك في عقوبات مالية، كإيقاف القروض والاستثمارات أو تجميد الحسابات المالية في الخارج. تشمل العقوبات الاقتصادية فرض مجموعة من القيود على التجارة الدولية مع البلد المستهدف، وقد تشمل حظر أنواع معينة من الأسلحة أو الطعام أو الأدوية أو المواد الخام، أو الحد من التصدير أو الاستيراد من البلد المستهدف. تمثل المادتان 39 و41 من ميثاق الأمم المتحدة الإطار القانوني الذي تستند إليه الأمم المتحدة ومجلس الأمن تحديداً في فرض عقوبات اقتصادية على دول معينة.

## سياسة العقوبات
تستخدم العديد من الحكومات العقوبات الاقتصادية كأداة للسياسة الخارجية. عادة ما تفرض دولة أكبر العقوبات الاقتصادية على دولة أصغر لسبب من سببين. —إما أن هذة الأخيرة تمثل تهديدًا واضحًا لأمن الأمة السابقة أو أن تلك الدولة تعامل مواطنيها بشكل غير عادل.
يمكن استخدامها كتدبير قسري لتحقيق أهداف سياسية معينة تتعلق بالتجارة أو الانتهاكات الإنسانية. (في بعض الحالات تُفرض العقوبات الاقتصادية لضمان مخططات الحصول على الموارد في الدولة الأكبر، مثل احتياطيات النفط الفنزويلية) تُستخدم العقوبات الاقتصادية كسلاح بديل بدلاً من الذهاب إلى الحرب لتحقيق النتائج المرجوة.
يعتقد بعض المحللين السياسيين أن فرض قيود تجارية لا يخدم سوى إلحاق الأذى بالأشخاص العاديين، مع تأثيرات مماثلة لتلك التي تحدثها حرب الحصار.

## فعالية العقوبات الاقتصادية
وفقًا لبيانات هوفباور وآخرين، فإن تغيير النظام، وهو الهدف الأكثر شيوعًا للسياسة الخارجية للعقوبات الاقتصادية، يمثل ما يزيد قليلاً عن 39 بالمائة من حالات فرضها.
يناقش الباحثون فعالية العقوبات الاقتصادية في قدرتهم على تحقيق غرضهم المعلن. هوفباور وآخرون. زعموا أن 34٪ من الحالات كانت ناجحة في دراساتهم. عندما درس روبرت أ. بابي دراستهم، ادعى أن خمسة فقط من الأربعين ما يسمى بـ «النجاحات» توقفت، مما خفض معدل نجاح العقوبات الاقتصادية إلى 4٪ في تحليله.
وقد ناقش علماء العقوبات الاقتصادية نجاح العقوبات كشكل من أشكال قياس الفعالية على نطاق واسع. لا يؤدي نجاح حل الجزاءات الواحد إلى الفعالية تلقائيًا، ما لم يتم تحديد الهدف المعلن لنظام العقوبات والوصول إليه بوضوح.
وفقًا لدراسة أجراها Neuenkirc و Neumeier سنة 2015 كان للعقوبات الاقتصادية الأمريكية والأمم المتحدة تأثيرًا مهمًا إحصائيًا على اقتصاد البلد المستهدف عن طريق خفض نمو الناتج المحلي الإجمالي بأكثر من 2 في المائة سنويًا. وخلصت الدراسة أيضًا إلى أن الآثار السلبية تستمر عادةً لمدة عشر سنوات تصل إلى انخفاض إجمالي في نصيب الفرد من الناتج المحلي الإجمالي للبلد المستهدف بنسبة 25.5 في المائة.
إن فرض العقوبات على الخصم يؤثر أيضًا على اقتصاد البلد المفروض إلى حد ما. إذا تم فرض قيود على الاستيراد، فقد يكون المستهلكون في الدولة الفرضية قد قيدوا خيارات البضائع. إذا تم فرض قيود على التصدير أو إذا كانت العقوبات تمنع الشركات في الدولة الفرضية من التجارة مع الدولة المستهدفة، فقد تخسر الدولة الفائزة الأسواق وفرص الاستثمار للدول المنافسة.
يقترح الدبلوماسي البريطاني جيريمي غرينستوك أن سبب شعبية العقوبات ليس في كونها معروفة بفعاليتها، ولكن «لا يوجد شيء آخر بين الكلمات والعمل العسكري إذا كنت تريد ممارسة الضغط على الحكومة»

## الآثار المترتبة على العقوبات التجارية
يصعب على المستوردين والمصدرين تتبع الحظر. قبل التصدير أو الاستيراد إلى دول أخرى، أولاً، يجب أن يكونوا على دراية بالحظر أو المخاطر التي قد تواجههم كإجراءات عقابية غير مقصودة لانتهاك العقوبات. وبالتالي، تحتاج الشركات إلى التأكد من أنها لا تتعامل مع البلدان الخاضعة للحظر عن طريق التحقق من تلك اللوائح ذات الصلة. أخيرًا، ربما يحتاجون إلى ترخيص من أجل ضمان سهولة التصدير أو الاستيراد.
في بعض الأحيان يصبح الوضع أكثر تعقيدًا مع تغيير السياسة في البلد. ويستمر الحظر في التغيير. في الماضي، اعتمدت العديد من الشركات على جداول البيانات والعملية اليدوية لتتبع قضايا الامتثال المتعلقة بالشحنات الواردة والصادرة، الأمر الذي ينطوي على مخاطر في هذه الأيام يساعد الشركات على الامتثال الكامل لهذه اللوائح حتى إذا كانت تتغير بشكل منتظم. في حالة وجود حالة حظر، يقوم البرنامج بحظر المعاملة لمزيد من المعالجة.

## امثلة
تضمن حظر الولايات المتحدة لعام 1807 سلسلة من القوانين التي أقرها الكونجرس الأمريكي (1806-1808) خلال الولاية الثانية للرئيس توماس جيفرسون.
انخرطت بريطانيا وفرنسا في حرب كبرى. أرادت الولايات المتحدة أن تظل محايدة وأن تتاجر مع كلا الجانبين، لكن لم يرغب أي من الطرفين في استيراد الإمدادات الأمريكية.
تهدف السياسة الأمريكية إلى استخدام القوانين الجديدة لتجنب الحرب وإجبار كل من فرنسا وبريطانيا على احترام الحقوق الأمريكية.
فشل الحصار في تحقيق أهدافه، وألغى جيفرسون تشريع الحظر في مارس 1809. حدثت إحدى أشمل المحاولات للحظر خلال الحروب النابليونية في 1803-1815.
بهدف شل المملكة المتحدة اقتصاديًا، أصدر الإمبراطور نابليون الأول من فرنسا عام 1806 النظام القاري - الذي منع الدول الأوروبية من التجارة مع المملكة المتحدة.
من الناحية العملية، لم تتمكن الإمبراطورية الفرنسية من فرض الحظر بشكل كامل، والذي ثبت أنه ضار (إن لم يكن أكثر) للدول القارية المعنية بالبريطانيين.
فرضت الولايات المتحدة وبريطانيا والصين وهولندا عقوبات على اليابان في 1940-1941. حرمت اليابان من الوصول إلى إمدادات النفط الخام وخام الحديد والصلب الحيوية، وبدأت في التخطيط للعمل العسكري للاستيلاء على جزر الهند الشرقية الهولندية الغنية بالموارد - ولتمكين ذلك من خلال تدمير الأسطول الأمريكي بشكل استباقي في بيرل هاربور.
خلال أزمة قناة السويس في عام 1956، تم إلغاء محاولة من قبل القوات الأنجلو فرنسية للسيطرة على القناة من مصر إلى حد كبير بسبب عداء الولايات المتحدة للغزو وتهديد الرئيس أيزنهاور بفرض عقوبات اقتصادية ضد بريطانيا.
وعلق دينيس هيلي، سياسي حزب العمل، على أنه ربما كانت المرة الوحيدة في التاريخ التي استخدمت فيها العقوبات الاقتصادية بنجاح في الشؤون الدولية.
فرضت الولايات المتحدة حظراً على كوبا في 14 مارس 1958، خلال نظام فولجنسيو باتيستا. في البداية، كان الحصار ينطبق فقط على مبيعات الأسلحة، لكنه توسع لاحقًا ليشمل واردات أخرى، امتد إلى جميع التجارة تقريبًا في 7 فبراير 1962.
أشارت كوبا إلى «الحصار» أو الحصار الأمريكي على كوبا من عام 2018 على انه واحد من أطول فترات الحظر في التاريخ.
ولم لم يفعل الكثير للتأثير على السياسات الكوبية على مر السنين. ومع ذلك، أثناء اتخاذ بعض الخطوات للسماح بتبادل اقتصادي محدود مع كوبا، أعاد الرئيس الأمريكي باراك أوباما تأكيد السياسة في عام 2011، مشيراً إلى أنه من دون منح حقوق وحريات أفضل من قبل حكومة كوبا الحالية، لا يزال الحصار «يخدم المصلحة الوطنية للولايات المتحدة».
في 1973-1974 فرضت الدول العربية حظرا نفطيا ضد الولايات المتحدة والدول الصناعية الأخرى التي دعمت إسرائيل في حرب يوم الغفران في أكتوبر 1973. تضمنت النتائج ارتفاعا حادا في أسعار النفط وعائدات أوبك، وفترة طوارئ تقنين الطاقة، وركود اقتصادي عالمي، وجهود صيانة واسعة النطاق، وتحولات طويلة الأمد نحو الغاز الطبيعي والإيثانول والطاقة النووية ومصادر الطاقة البديلة الأخرى. ومع ذلك، استمرت إسرائيل في تلقي الدعم الغربي.
و في محاولة لمعاقبة جنوب أفريقيا على سياسات الفصل العنصري، تبنت الجمعية العامة للأمم المتحدة حظراً دولياً طوعياً على النفط ضد جنوب أفريقيا في 20 نوفمبر 1987. وقد حظي هذا الحظر بدعم 130 دولة.

## العقوبات الحالية
حسب البلد المستهدف، قائمة الدول الخاضعة للعقوبات: بورما - عقوبات الاتحاد الأوروبي ضد بورما (ميانمار)، بناء على عدم الديمقراطية وانتهاكات حقوق الإنسان.
الصين (من قبل الاتحاد الأوروبي والولايات المتحدة)، حظر الأسلحة، صدر ردا على احتجاجات ميدان تيانانمن عام 1989.
حظر الأسلحة الذي يفرضه الاتحاد الأوروبي على جمهورية الصين الشعبية. ومنتجات الفاكهة والخضر والدواجن والأسماك والجبن والحليب والألبان. في 13 أغسطس 2015، تم توسيع الحصار ليشمل ألبانيا والجبل الأسود وأيسلندا وليختنشتاين.
قطاع غزة من قبل إسرائيل منذ عام 2001، تحت حصار السلاح منذ عام 2007 بسبب العدد الكبير من الاتجار غير المشروع بالأسلحة المستخدم لشن الحرب (احتلت رسميًا من عام 1967 إلى عام 2005).
غواتيمالا إندونيسيا (من أستراليا)، بسبب أساليب الذبح القاسية فلي إندونيسيا.
إيران: من الولايات المتحدة وحلفائها، لا سيما منع الأسلحة النووية والصواريخ والعديد من الصادرات العسكرية إلى إيران والاستثمارات المستهدفة في: النفط والغاز والبتروكيماويات، وصادرات المنتجات البترولية المكررة، والبنوك، والتأمين، والمؤسسات المالية، والشحن.
سُنَّت عام 1979، وزادت خلال السنوات التالية ووصلت إلى أقصى نقطة لها في عام 2010. في أبريل 2019 هددت الولايات المتحدة بمعاقبة الدول التي تواصل شراء النفط من إيران بعد انتهاء صلاحية التنازل الأولي لمدة ستة أشهر المعلن عنه في نوفمبر 2018.
وفقًا لبي بي سي، فإن العقوبات الأمريكية ضد إيران «أدت إلى تراجع حاد في الاقتصاد الإيراني، مما دفع قيمة عملتها إلى تسجيل مستويات منخفضة، ورفع معدل التضخم السنوي إلى أربعة أضعاف، وإبعاد المستثمرين الأجانب، وإثارة الاحتجاجات».
اليابان، منع شحنات الحيوانات بسبب نقص البنية التحتية ومشكلة الإشعاع بعد زلزال توهوكو عام 2011.
كوريا الشمالية: العقوبات الدولية المفروضة على كوريا الشمالية منذ الحرب الكورية 1950-1953 خففت في ظل سياسة الشمس المشرقة للرئيس الكوري الجنوبي كيم داي جونغ والرئيس الأمريكي بيل كلينتون. ولكن تم تشديده مرة أخرى في عام 2010. من قبل الأمم المتحدة والولايات المتحدة والاتحاد الأوروبي، السلع الفاخرة (والأسلحة)، صدر عام 2006. قرار مجلس الأمن التابع للأمم المتحدة 1718 (2006) - وهو رد فعل على مطالبة كوريا الديمقراطية بإجراء تجربة نووية.
قطر: من قبل الدول المجاورة بما في ذلك المملكة العربية السعودية والإمارات العربية المتحدة والبحرين ومصر.
روسيا: في 2 أغسطس 2017، وقع الرئيس دونالد ترامب قانون مكافحة خصوم أمريكا من خلال العقوبات الذي جمع العقوبات ضد روسيا وإيران وكوريا الشمالية.
السودان من قبل الولايات المتحدة منذ عام 1997.
سوريا (من قبل الاتحاد الأوروبي والولايات المتحدة)، أسلحة وواردات النفط.
تايوان، صدر استجابة لقرار الجمعية العامة للأمم المتحدة 2758 وبرنامج أسلحة الدمار الشامل.
جمهورية تركيا شمال قبرص، (من قبل الأمم المتحدة)، السلع الاستهلاكية، تم سنه 1975.
العقوبات الدولية خلال الأزمة الأوكرانية 2013–15
فنزويلا، من قبل الاتحاد الأوروبي، الولايات المتحدة، منذ 2015، حظر الأسلحة وبيع الأصول المحظورة بسبب انتهاكات حقوق الإنسان، فساد حكومي مرتفع، روابط مع المخدرات والتزوير الانتخابي في الانتخابات الرئاسية الفنزويلية لعام 2018
كندا منذ عام 2017 ؛ [58] [59] [60] ومنذ 2018،
المكسيك، بنما وسويسرا. ضمن قائمة الأفراد المستهدفين خلال الأزمة الأوكرانية 2013–15و قائمة الأفراد الذين تمت معاقبتهم خلال الأزمة الفنزويلية.
وهناك عقوبات الأمم المتحدة المفروضة بموجب قرار مجلس الأمن التابع للأمم المتحدة رقم 1267 في عام 1999 ضد جميع الأفراد المرتبطين بالقاعدة وطالبان. إن حجر الزاوية في العقوبة هو قائمة موحدة بالأشخاص الذين يحتفظ بهم مجلس الأمن. جميع الدول ملزمة بتجميد الحسابات المصرفية والأدوات المالية الأخرى التي يسيطر عليها أو تستخدمها لصالح أي شخص في القائمة. من خلال فرض العقوبات على الدولة الطرف.
حظر الولايات المتحدة، فرضت الولايات المتحدة تعريفة الصلب لعام 2002 على الفولاذ لحماية صناعتها من المنتجين الأجانب مثل الصين وروسيا. وقضت منظمة التجارة العالمية بأن التعريفات غير قانونية. هدد الاتحاد الأوروبي بتعريفات انتقامية على مجموعة من السلع الأمريكية التي ستؤثر بشكل أساسي على الدول المتأرجحة. قامت الحكومة الأمريكية بعد ذلك بإزالة تعريفات الصلب في أوائل عام 2004، عن طريق النشاط المستهدف ردا على الهجمات السيبرانية في 1 أبريل 2015، أصدر الرئيس أوباما أمرًا تنفيذيًا بإنشاء أول عقوبات اقتصادية على الإطلاق.
كان القصد من الأمر التنفيذي التأثير على الأفراد والكيانات («المعينين») المسؤولين عن الهجمات السيبرانية التي تهدد الأمن القومي أو السياسة الخارجية أو الصحة الاقتصادية أو الاستقرار المالي للولايات المتحدة. على وجه التحديد، أذن الأمر التنفيذي لوزارة الخزانة بتجميد أصول المسؤولين.
استجابة لتحليل المخابرات الذي يدعي القرصنة الروسية والتدخل في الانتخابات الأمريكية لعام 2016، وسع الرئيس أوباما السلطة الرئاسية للمعاقبة ردا على النشاط السيبراني الذي يهدد الانتخابات الديمقراطية.
بالنظر إلى أن النظام الأصلي كان يهدف إلى حماية البنية التحتية الحيوية، يمكن القول أنه كان ينبغي إدراج العملية الانتخابية في النظام الأصلي. يمكن القول أيضًا أن الانتخابات الديمقراطية هي البنية التحتية الأكثر أهمية. 

## أمثلة
- الحصار الأمريكي على كوبا
- حظر تصدير النفط العربي عام 1973، قامت به مجموعة الدول العربية للضغط على الدول الغربية لإجبار إسرائيل على الانسحاب من الأراضي العربية المحتلة في حرب 1967
- العقوبات الغربية على روسيا
- العقوبات الأمريكية ضد إيران
- قائمة الرعايا المعينين خصيصاً والأشخاص المحظورين